# Alekovo (distrikt i Veliko Tărnovo)
Alekovo (bulgariska: Алеково) är ett distrikt i Bulgarien.   Det ligger i kommunen Obsjtina Svisjtov och regionen Veliko Tărnovo, i den centrala delen av landet, 190 kilometer nordost om huvudstaden Sofia.